# Adobe Encore
Das Programm Adobe Encore (vormals Adobe Encore DVD) ist eine Software zur Postproduktion von Filmmedien. Das Programm ist zur Veröffentlichung der Inhalte beispielsweise auf DVD, Blu-ray Disc oder SWF (Flash-Film) gedacht. Es ist weiterhin Bestandteil des „Production-Premium“-Pakets der Creative Suite (CS) des Unternehmens Adobe.
Adobe Encore ist als Bestandteil der Creative Suite nahtlos mit weiteren Programmen des gleichen Pakets integriert, so zum Beispiel Adobe Photoshop.
Im Gegensatz zu anderen Adobe-Produkten sind die mit Adobe Encore CS3 erstellten Projekte derzeit nicht Cross-Plattform-kompatibel, das heißt, ein auf der Windows-Ebene mit Adobe Encore CS3 (Win) erstelltes Projekt kann nicht auf der Macintosh-Ebene mit Adobe Encore CS3 (Mac) geöffnet oder weiterverarbeitet werden.
Mit der Einstellung der Weiterentwicklung der Creative Suite wird auch Encore nicht mehr auf die Creative Cloud umgestellt. Begründet wurde diese Entscheidung damit, „dass die Videoindustrie sich immer mehr von der Distribution physischer Medien entfernt hätte und sich die Entwickler auf die Entwicklung für Cloud- und Streaminginhalte konzentrieren.“ Dennoch lassen sich im Abo der Creative Cloud alte Versionen installieren. Encore CS6  ist somit über die Installation von Premiere Pro CS6 beziehbar.